# Saarlouis
Saarlouis (in francese Sarrelouis) è una città tedesca di 34 445 abitanti, situata nel land della Saarland. 
È l’unica cittadina tedesca a essere stata francese per oltre un secolo, l’intero XVIII e oltre, attraendo appetiti revanscisti transalpini fino alla costituzione dell'Unione europea.

## Storia
Con il trattato di Nimega (1678) la Lorena passò al Regno di Francia.
La città venne fondata dal re di Francia Luigi XIV con il nome di Saar-Louis con decreto reale nel 1680 alla frontiera dell'antico Ducato di Lorena: il Re ordinò di costruire una fortificazione per difendere il confine orientale della Francia sulle rive del fiume Saar; il famoso ingegnere militare Sébastien Le Prestre de Vauban costruì la città secondo i piani di Thomas de Choisy, il primo governatore della città. Nel 1683 Luigi XIV visitò la fortezza. Con il trattato di Rijswijk (1697) la Francia perdette la maggior parte della Lorena, che tornò a essere indipendente, ma Saarlouis e le aree circostanti rimasero una exclave francese. 
Durante la Rivoluzione francese, la Lorena e Sarrelouis si alleano ai rivoluzionari contro la coalizione dei principi tedeschi alleati all'Inghilterra, i rivoluzionari cambiano il nome della città in Sarrelibre.
Nel 1815 riprende il nome di Sarrelouis e poco dopo, con il trattato di Parigi (1815), passa alla Prussia con il nome di Saarlouis (e l'intera regione assumerà in seguito il nome di Saargebiet).
Dopo la prima guerra mondiale, Saarlouis è occupata dalla Francia, sotto il mandato della Società delle Nazioni appartiene alla Saarland autonoma dal 1919 al 1935, nel 1935 entra a far parte della Germania nazista e nel 1936 è unito con il comune di Fraulautern e ribattezzato Saarlautern.
Nel 1945 durante l'occupazione francese della Saarland la città riprende il nome di Saarlouis e il comune di Fraulautern ridiventa comune autonomo. Nel 1957 entra a far parte della Germania Ovest e successivamente della Germania riunificata.

### Borgomastri (Sindaci)
- 1680–1710: Thomas de Choisy (governatore francese)
- 1815–1826: Michel Reneauld
- 1827–1829: Jakob Klein
- 1830–1857: Paul Franz-Charmois
- 1857–1872: Friedrich Franz Trable
- 1877–1904: Josef Titz
- 1904–1906: Heinrich Hellenbroich
- 1906–1918: Karl August Kohlen
- 1918–1919: Peter Gilles
- 1919–1920: Jacob Hector
- 1920–1935: Johann Josef Latz
- 1936–1938: Franz Schubert
- 1938–1945: Josef Christoph Ullenberger
- 1945: Franz Blass, commissario
- 1946–1949: Walter Bloch
- 1949–1956: Anton Merziger (CVP)
- 1956: Gladel
- 1956–1967: Hubert Schreiner (CDU)
- 1967–1987: Manfred Henrich (SPD)
- 1987–1997: Richard Nospers (SPD)
- 1997–2005: Hans-Joachim Fontaine (CDU)
- dal 2005: Roland Henz (SPD)

## Monumenti e musei

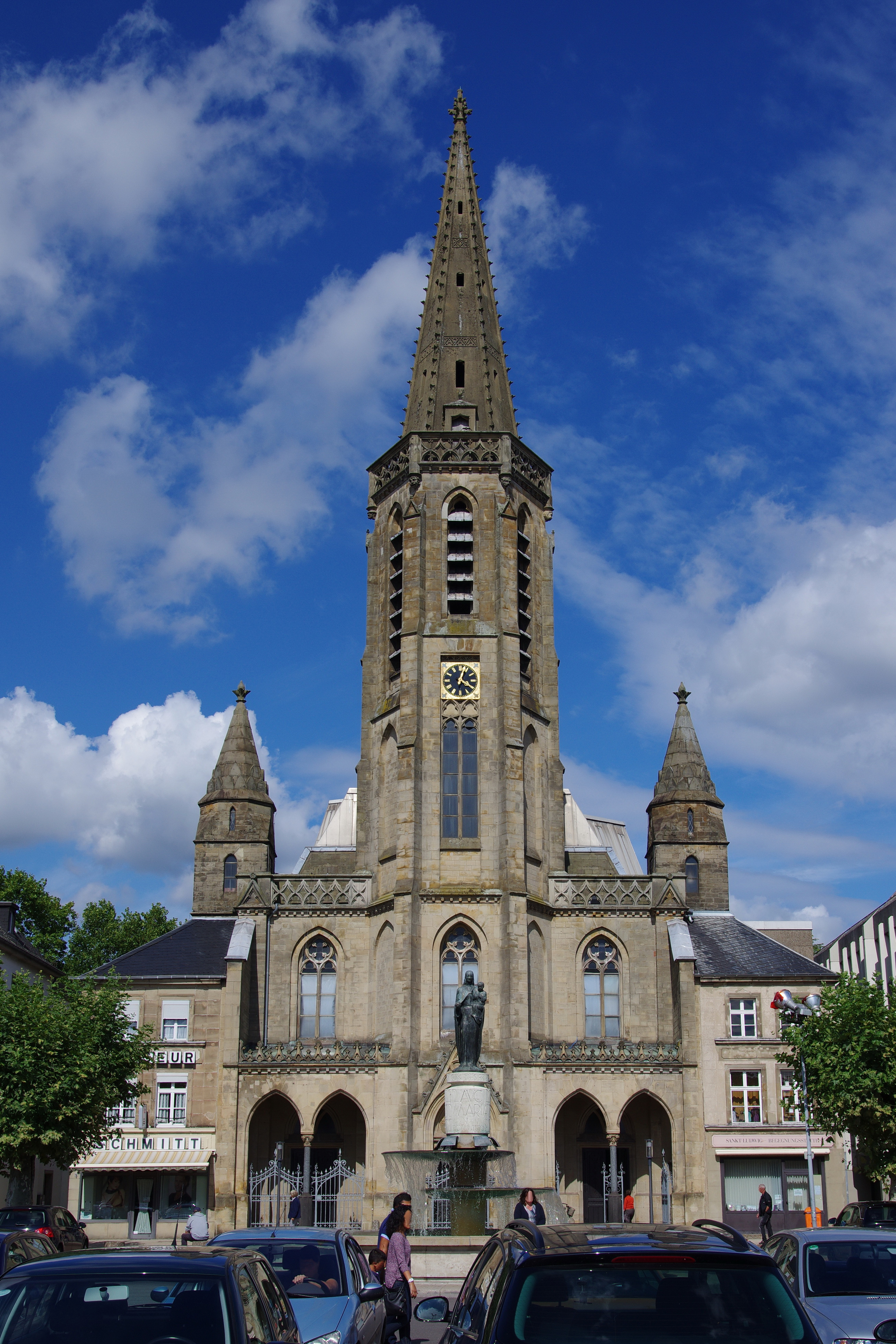
Chiesa di San Luigi

Cuore della città è il Großer Markt ("Mercato Grande"), piazza rettangolare realizzata insieme alla città originaria tra il 1680 e il 1690 e originariamente denominata Place d'Armes ("Piazza d'Armi").
Il Mercato Grande è dominato dalla chiesa di San Luigi, chiesa cattolica fondata nel 1685. Tanto la chiesa quanto la piazza hanno subito numerose trasformazioni; in particolare, la facciata della chiesa, originariamente barocca, è oggi neogotica e risale alla seconda metà dell'Ottocento, mentre le fontane presenti al centro della piazza, eliminate nell'Ottocento, sono oggi sostituite da un'unica fontana dedicata alla Madonna (Marienbrunnen), inaugurata nel 1956.

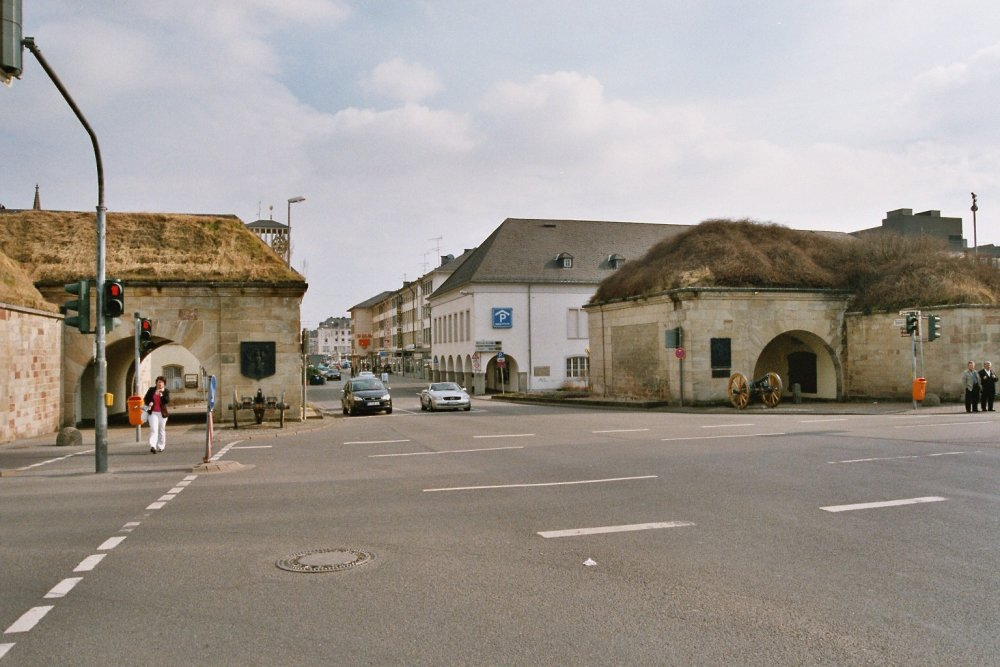
La Deutsches Tor (Porta Germanica)

Sui due lati opposti del Mercato Grande, il corso principale conduceva alle due porte dette Francese e Germanica; solo di questa seconda (Deutsches Tor) rimangono oggi dei resti, insieme alle adiacenti casematte, mentre la prima è ricordata solo nel nome dalla Französische Straße (Via Francese).

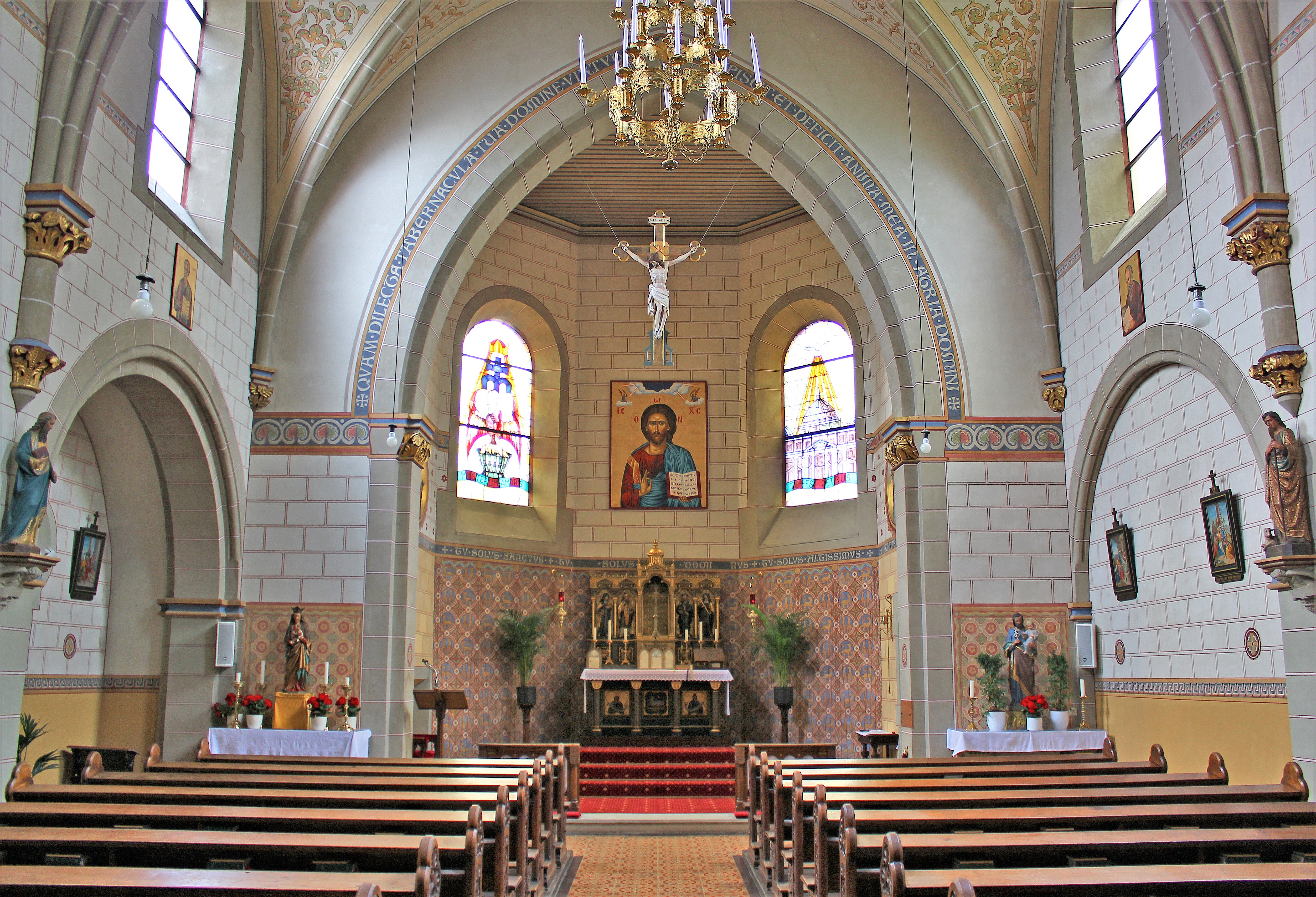
S.Pietro Canisio

Al periodo della fondazione della città risale anche il Canisianum, complesso del 1691 originariamente composto da una chiesa e un convento. Il convento è scomparso, mentre nel 1840-1841 fu aggiunto un ospedale. La chiesa attuale risale al 1901 e si presenta in forme neoromaniche; sconsacrata nel 2007, è stata riconsacrata nel 2012 e assegnata alla Fraternità sacerdotale San Pietro.

### Galleria d'immagini

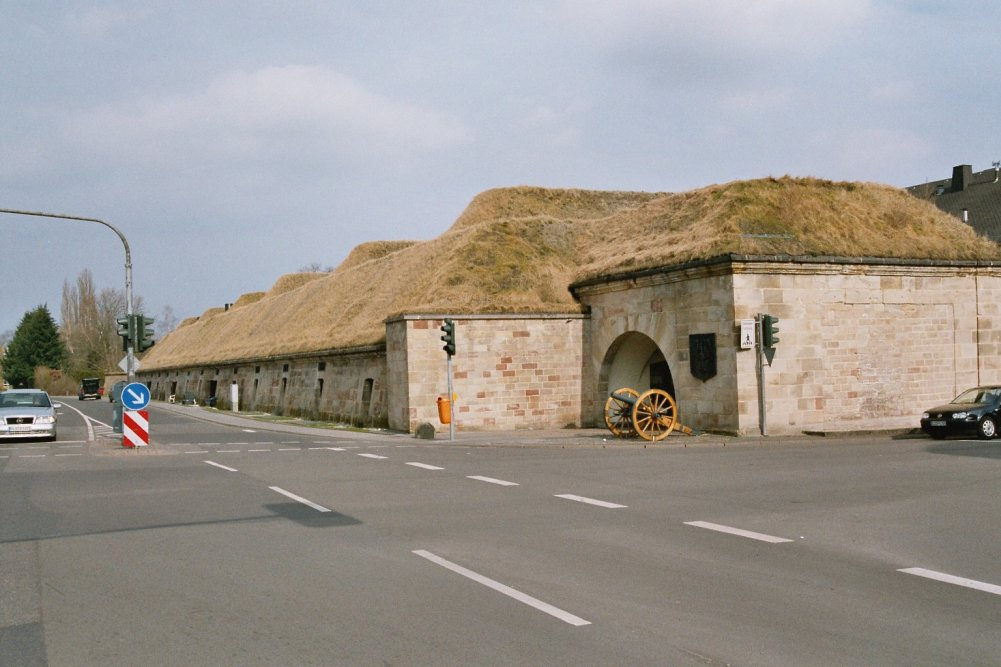
Le Kasematten (Casematte)
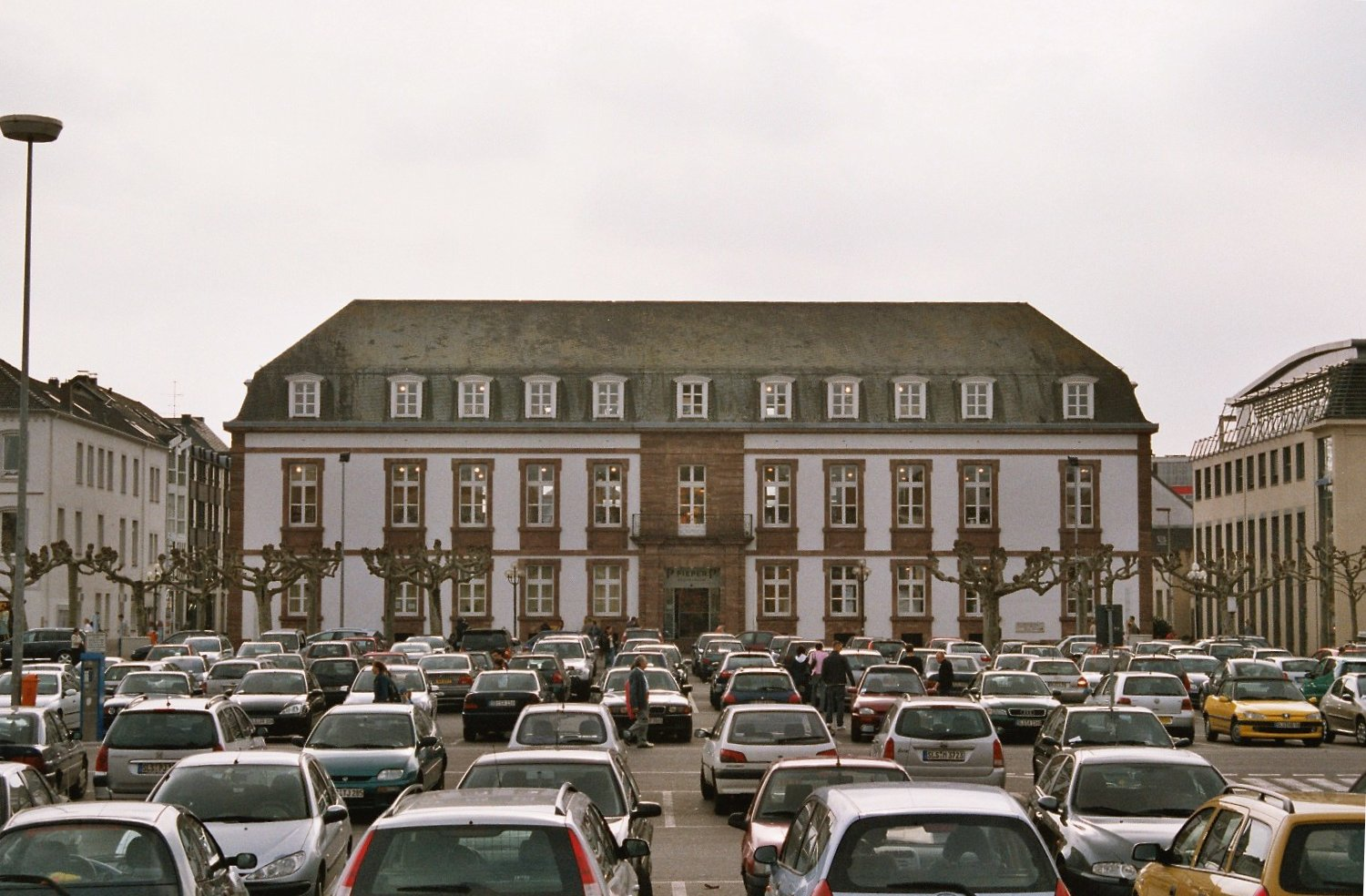
Il palazzo del Comandante e il Großer Markt (Mercato Grande)
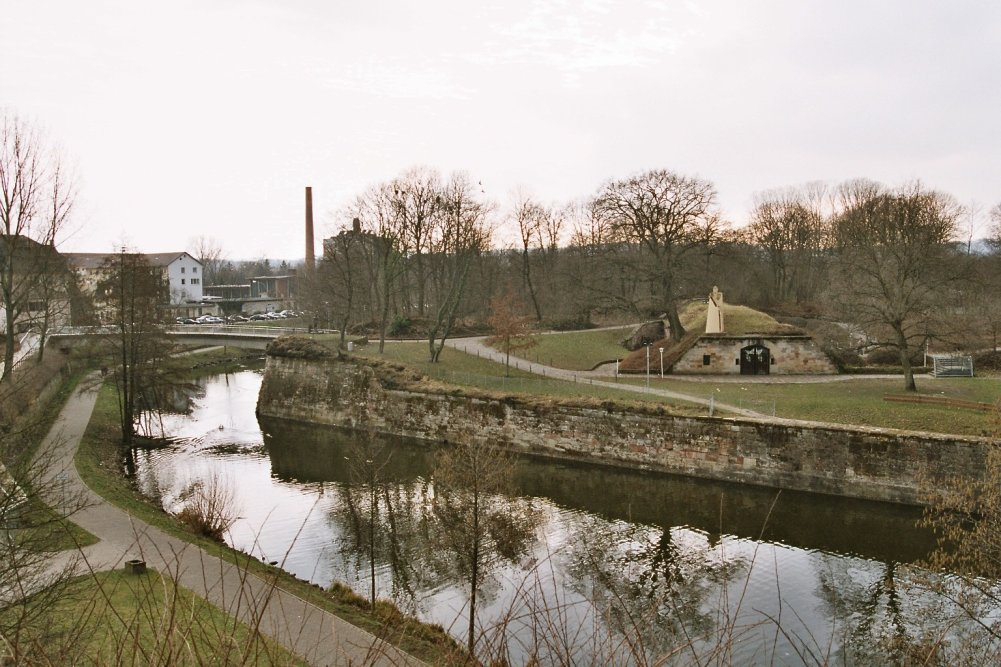
La Vauban insel e il memoriale a Michel Ney
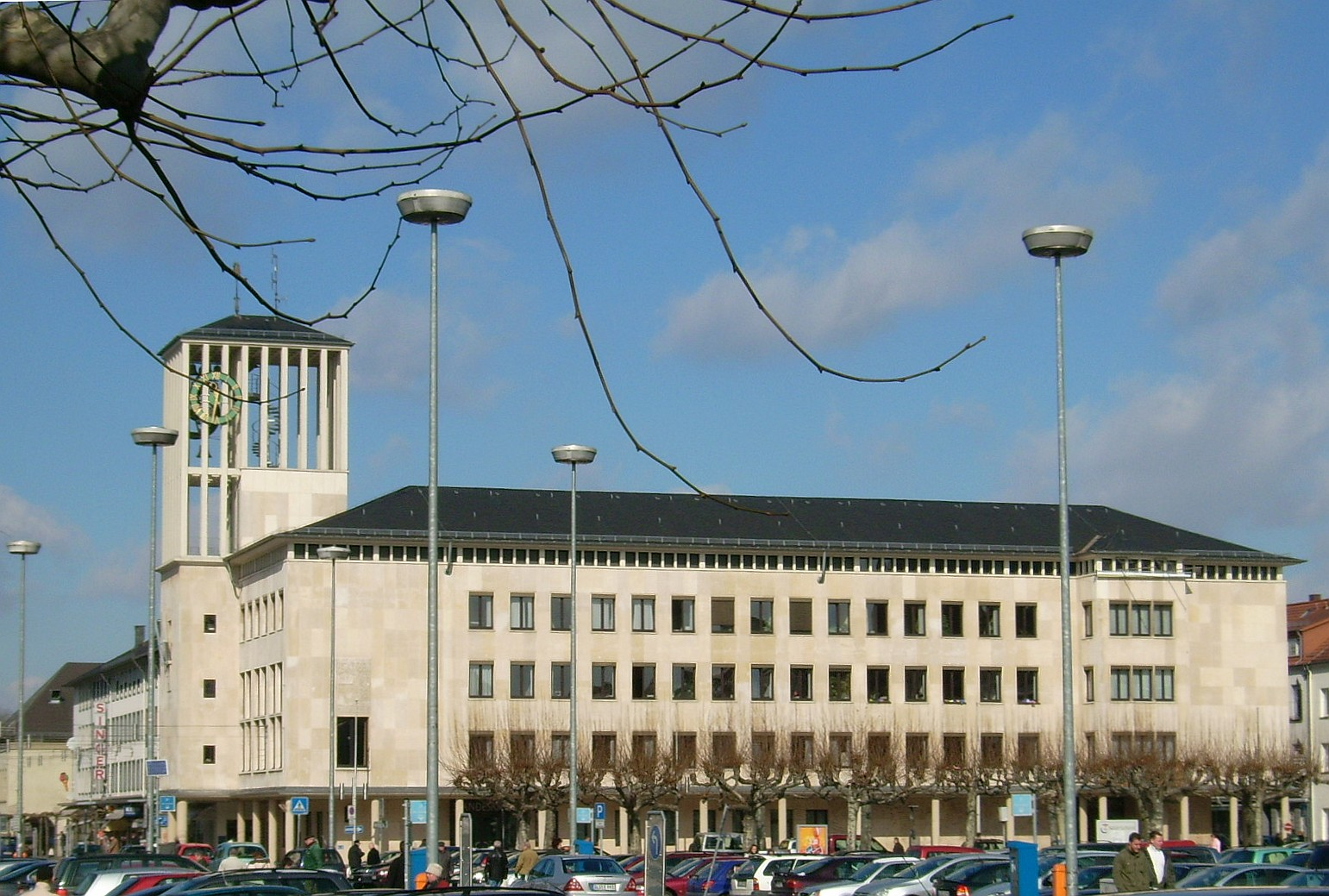
Il municipio
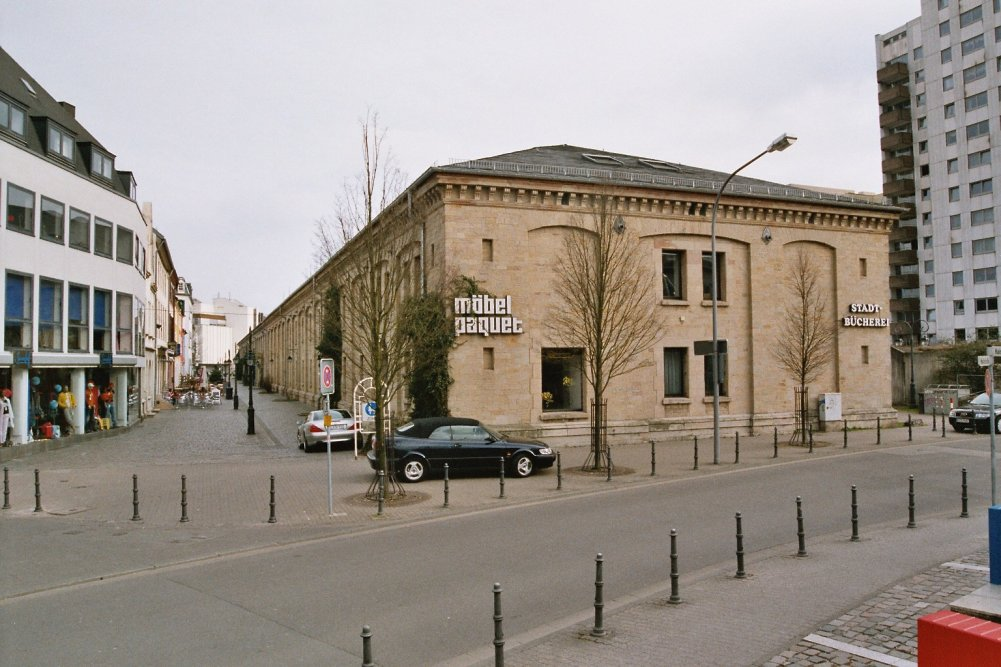
La Kaserne No. VI (Baracche Num. VI, ora museo e biblioteca)
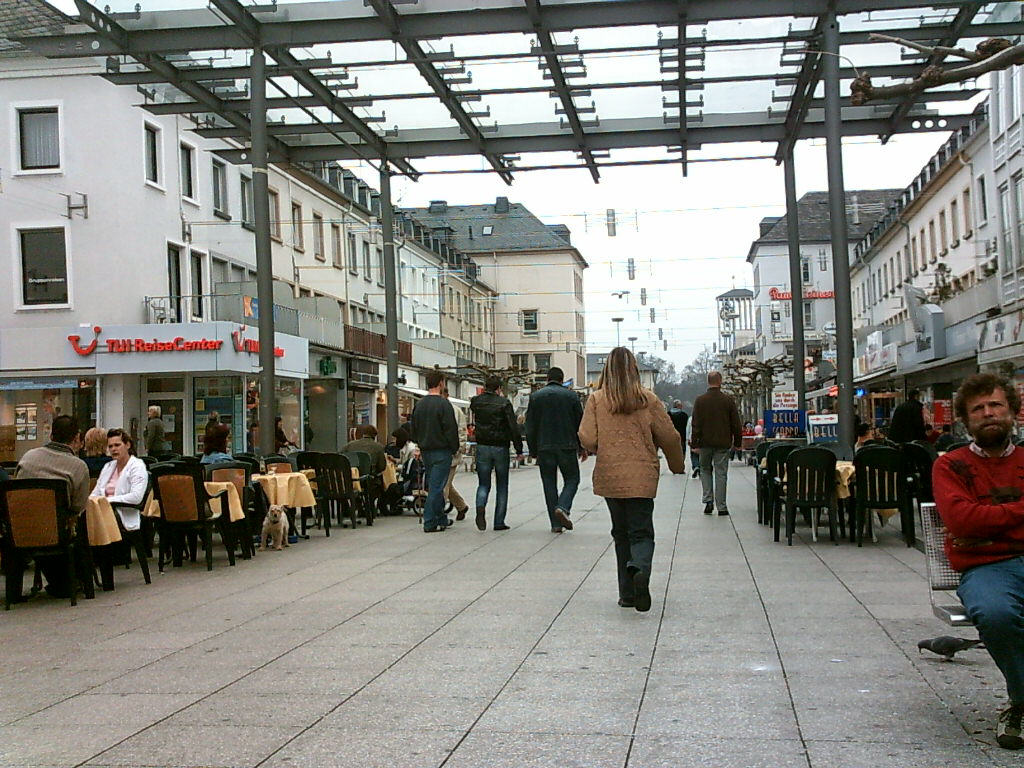
La Französische Straße (Via Francese), ora zona pedonale
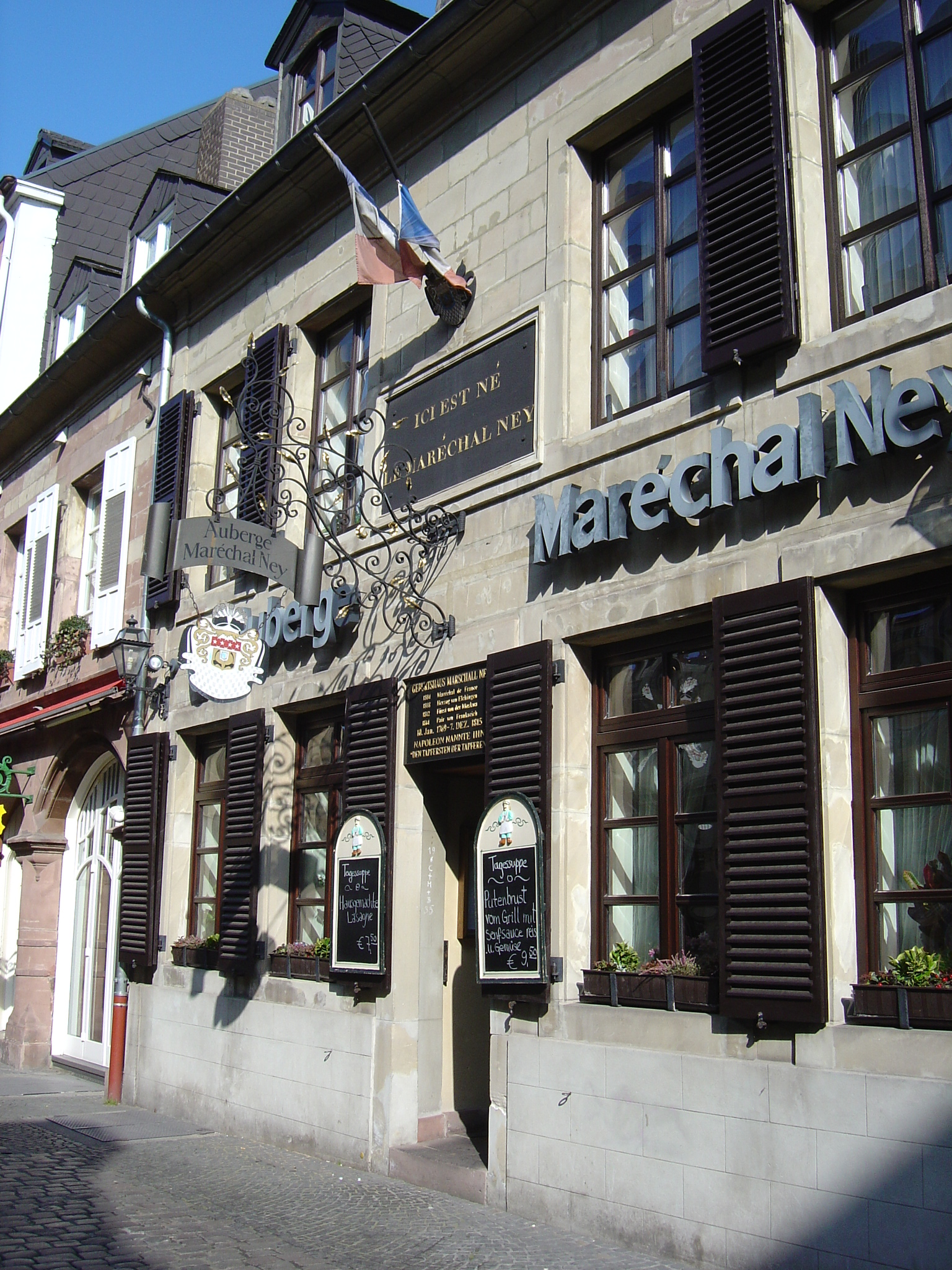
Luogo natale di Michel Ney, ora un ristorante italiano
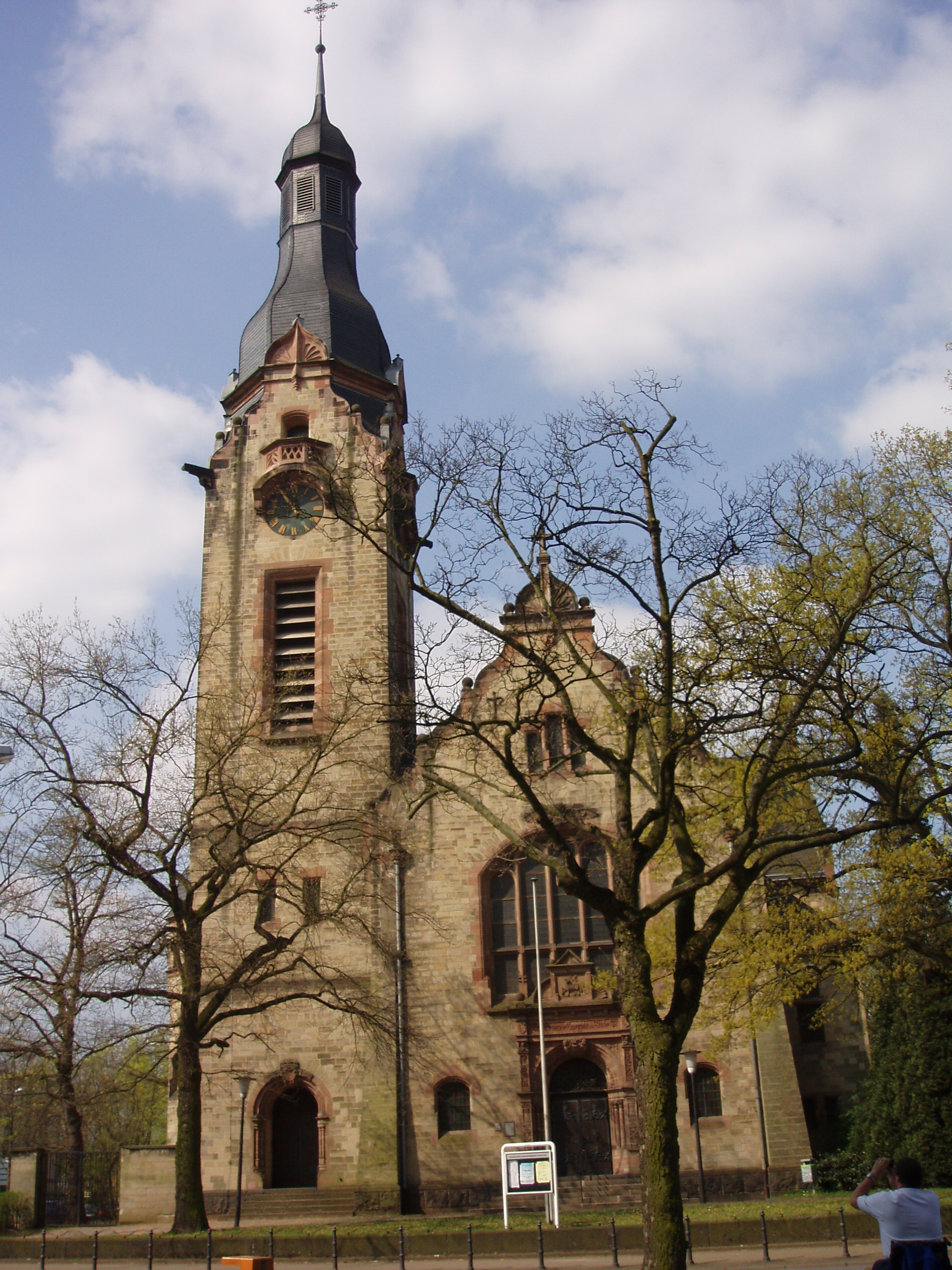
La chiesa protestante (evangelica), inaugurata nel 1906
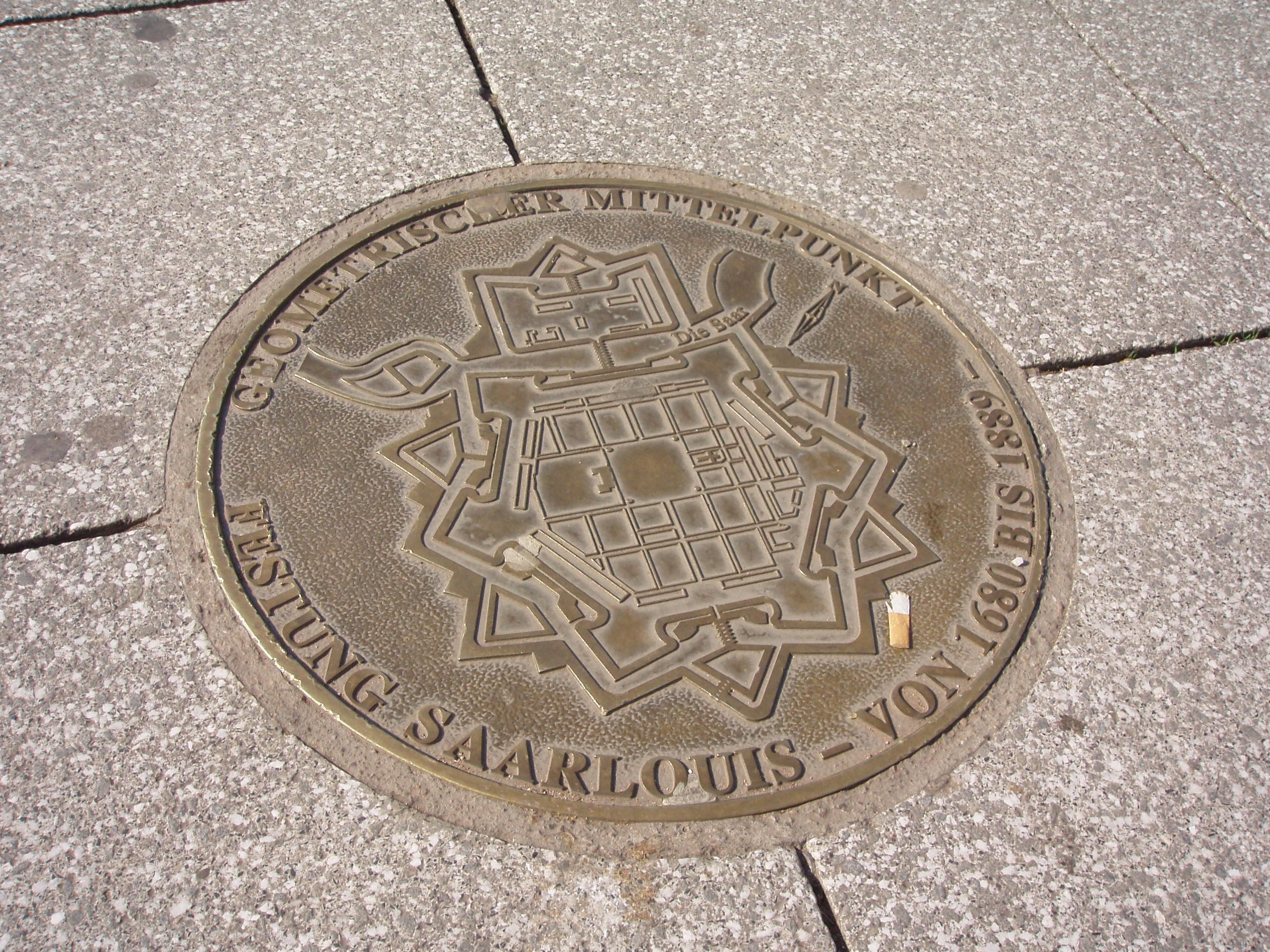
Il centro geografico
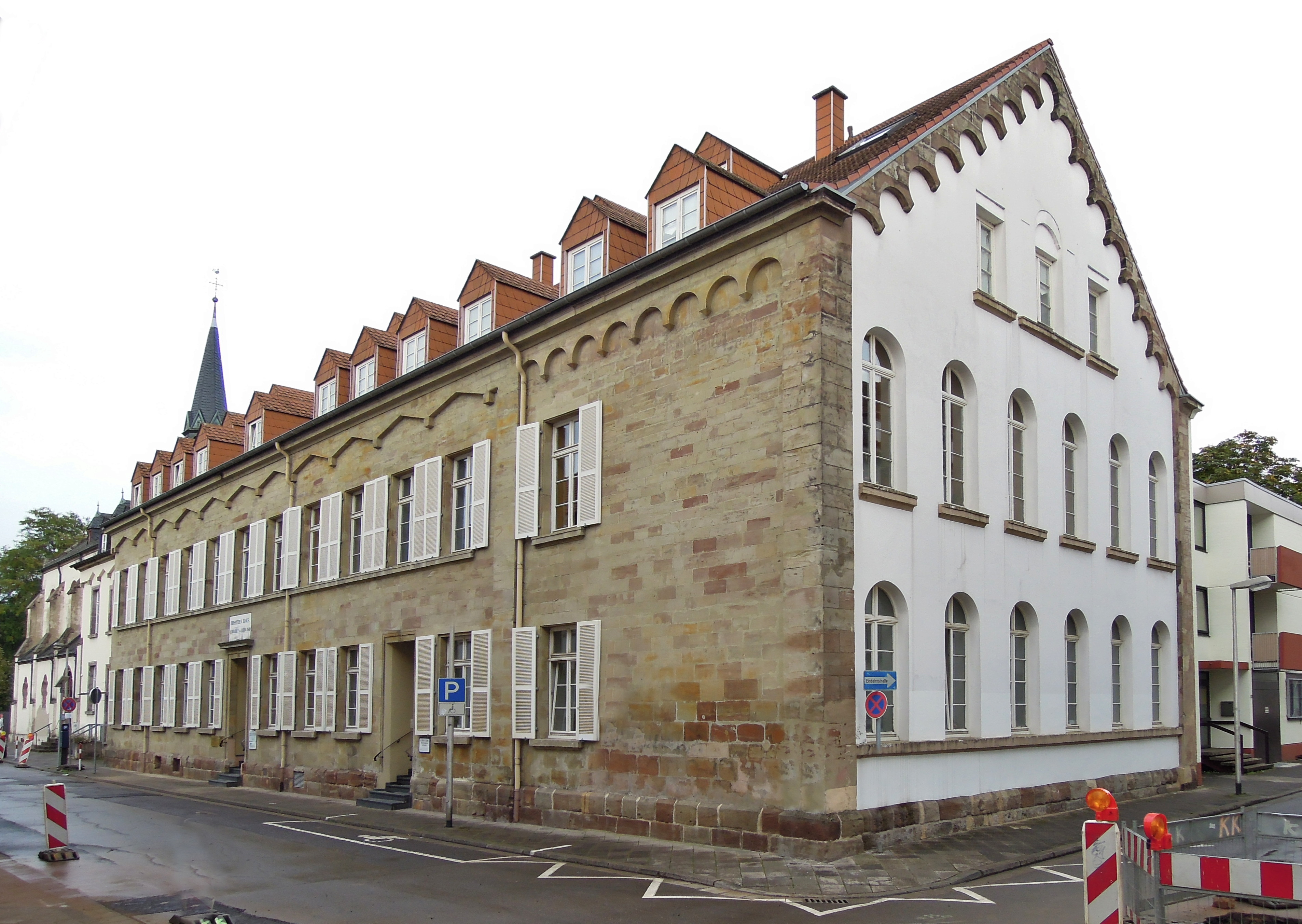
Canisianum: l'ospedale

## Amministrazione

### Gemellaggi
- Saint-Nazaire, dal 1969
- Eisenhüttenstadt, dal 1986, il primo gemellaggio tra una città della Germania Ovest e una della Germania Est
- Matiguás, dal 1986
- Bochnia, dal 2001